# ويليام هاردينغ جاكسون
ويليام هاردينغ جاكسون (بالإنجليزية: William Harding Jackson)‏ هو ضابط استخبارات ومحامي أمريكي، ولد في 25 مارس 1901 في مقاطعة ديفيدسون في الولايات المتحدة، وتوفي في 28 سبتمبر 1971 في توسان في الولايات المتحدة.

## روابط خارجية
- ويليام هاردينغ جاكسون على موقع مونزينجر (الألمانية)